# میندی‌گولوو
میندی‌گولوو (انگلیسی: Mindigulovo) یک شهرک در شهرستان بورزیانسکی باشقیرستان کشور روسیه است.